# Chloé Pangrazzi
Chloé Pangrazzi est une scénariste française née à Château-Renault le 11 février 1990.

## Les débuts
Elle débute en 2013 en collaborant à l'écriture du long métrage Young Couples réalisé par Marc Di Domenico et produit par Artisan Producteur. Tourné en pellicule, en noir et blanc, ce film raconte les histoires d'amour tourmentées de deux jeunes couples. Il marque le début de la collaboration entre Marc Di Domenico et Chloé Pangrazzi. En 2014, elle lui propose un projet de série intitulé Housewarming (qui signifie pendaison de crémaillère en anglais). Cette série raconte le quotidien de quatre parisiens d'adoption vivant en colocation. Dans cette série au format 26 minutes, Chloé Pangrazzi brosse le portrait d'une jeunesse déboussolée dans un Paris réaliste.

## Housewarming
Marc Di Domenico et Chloé Pangrazzi décident de réaliser le pilote de la série, financé en partie grâce à une campagne de crowfunding sur la plateforme Ulule. Le pilote est alors sélectionné au 17e Festival de la fiction TV de la Rochelle en septembre 2015 et y remporte le prix de la meilleure web fiction. Un article faisant le bilan du festival dans le magazine Télérama intégrera Housewarming dans sa liste des huit séries à découvrir. En janvier 2016, Chloé Pangrazzi et Artisan producteur signent un accord de développement avec la société Elephant. La série devrait changer de nom et s'appeler Paris nous appartient, en référence au film de Jacques Rivette.

## Autres distinctions
En juillet 2015, Young Couples est sélectionné dans trois catégories au Madrid International Film Festival, dont celle du meilleur scénario en langue étrangère.
En février 2016, Housewarming est sélectionné dans la catégorie meilleure web fiction (dans la section drame) au festival des créations télévisuelles de Luchon.
En décembre 2016, Chloé Pangrazzi fait partie du dossier Talents à suivre paru dans le Film Français.